# Utérus social
 (août 2019).
L'utérus social est un concept développemental de la thérapie familiale pour les troubles psychosomatiques. 

## Explication
L'utérus social en tant que modèle d'intégration du développement familial a été inventé par les psychologues tchèques Vladislav Chvála et Ludmila Trapková, dans les années 1990. 
La métaphore de l'utérus social a été formée en comparant la fonction biologique de l'utérus et la maturation du fœtus à l'intérieur de celui-ci, de la conception à l'accouchement, avec les changements survenus dans la famille de la naissance à la séparation, vers 18 ans. La métaphore traduit les faits bien connus de la biologie de la reproduction au niveau social. Dans « l'utérus social », on peut observer le développement et la maturation des « organes et fonctions sociales » indispensables de l'être humain. À un niveau plus élevé d'organisation sociale de la matière vivante, la naissance physique de l'enfant peut être considérée comme le moment de la conception sociale de l'enfant. 
Cette approche résume les acquis de la psychologie du développement et de la thérapie familiale dans un modèle pratique et compréhensible, utile en pratique clinique. Le modèle offre une compréhension des symptômes psychosomatiques au sein d'une famille. Le concept a été développé progressivement par les auteurs grâce à un travail clinique approfondi avec des individus et des familles. Il a démontré sa validité clinique, en particulier en thérapie familiale pour les troubles psychosomatiques et diverses maladies somatiques chroniques,,.